# Hans Cederstolpe
Hans Cederstolpe, tidigare Helding, född 30 oktober 1679 i Stockholm, död 22 november 1753 i Stockholm, var en svensk militär.

## Biografi
Hans Cederstolpe föddes 1679 i Stockholm. Han var son till upphandlingskommissarien Samuel Helding och Ingrid Persdotter Pikehielm. Cederstolpe blev 4 februari 1691 student vid Uppsala universitet och blev 1698 kammarskrivare i Statskontoret. Han blev 1700 kammarskrivare i Sjötullskontoret och 1701 skrivare i Landskansliet i Åbo. Cederstolpe blev 1703 bokhållare vid Jaktvarvet i Stockholm och även upphandlingskommissarie i Stockholm, med konfirmationsfullmakt 15 januari 1705. Han fick 1719 generalkorgskommissaries titel och rang. Cederstolpe adlades 11 november 1719 till Cederstolpe och introducerades 1710 i Sveriges Riddarhus som nummer 1688. Han avled 1753 i Stockholm och begravdes i Jakobs församling.

### Familj
Cederstolpe gifte sig 15 augusti 1705 med Agneta Croëse (1690–1765), dotter till tobaksfabrikören Johan Croëse och Elisabet Berghult. De fick tillsammans barnen Agneta Sofia Cederstolpe (1702–1780) som var gift med krigskommissarien Johan Gustaf Huss, kaptenen Hans Cederstolpe (född 1706), kaptenen Johan Samuel Cederstolpe (1707–1766), Adam Cederstolpe, volontären Carl Cederstolpe (död 1730) och Inga Brita Cederstolpe (1718–1763) som var gift med kyrkoherden Johannes Petrelius i Västerviks församling och kyrkoherden Jonas Sundelius i Östra Stenby församling.